# Статия
За ръководството в Уикипедия, вижте Уикипедия:Статия.
Статията е самостоятелна част от по-голямо писмено произведение, обикновено периодично издание – вестник или списание.

## Видове
Статиите биват няколко основни вида.

### Новинарска статия
Новинарската статия цели навременното предоставяне на информация по актуална тема. Обикновено такава статия бързо губи от своята стойност с времето и затова се стреми да привлече и задържи вниманието на читателя на момента.
Новинарските статии се публикуват в новинарски печатни издания (вестници, осведомителни бюлетини, новинарски списания) или новинарски интернет сайтове. Статиите могат да бъдат за масовия читател (например в ежедневниците) или специализирани (за борсови новини, в политически журнали или уебсайт за технологии).
Новинарската статия може да включва разкази на очевидци на дадено събитие, снимки, графики, описания, интервюта, дискусии, мнения, представителни извадки от допитвания и т.н. Заглавието може да се подбере такова, че да привлича вниманието на читателя върху основната идея в текста. Авторът може също така да зададе общи въпроси като кой, какво, кога, къде, защо, как и в отговор да изложи избрани факти и подробности. Могат да бъдат цитирани различни източници на информация по темата като доказателство за достоверността на твърденията.
Понякога в статията се включват препратки към други страници, например част от статията на първа страница завършва с „продължава на стр. x ...“, където статията продължава. Заключението е много важна част от новинарската статия.

### Речникова и енциклопедична статия
Статия се нарича и отрязък от справочник, посветен на отделен обект. Заглавие на статията е името на обекта (ключовата дума), а след нея може да следва разяснение на свойствата на обекта според вида на справочника: по същество в енциклопедичните справочници или на качествата му като част на речта, или превод на други езици в речниците.
Стилът на речниковите и енциклопедичните статии е изключително стегнат, но ясен, в хартиените издания се използват много съкращения.

### Научна статия
Научните статии са специфично структурирани в научен стил статии, които учени в дадена област на познанието публикуват в научни списания, след като са одобрени за публикация от специализиран съвет от рецензенти и редактори. В зависимост от значимостта на научното списание, публикуваните научни статии се цитират от други научни групи, което определя както научното влияние на автора (измервано с т.нар. Н-индекс), както и това на съответното списание (измервано с т.нар. импакт фактор). 